# Okręg wyborczy Bath
Okręg wyborczy Bath powstał w 1295 r. i wysyłał do angielskiej, a następnie brytyjskiej, Izby Gmin dwóch deputowanych. Okręg obejmuje miasto Bath i okolice. W 1918 r. liczbę mandatów przypadających na okręg zmniejszono do jednego.

## Deputowani do brytyjskiej Izby Gmin z okręgu Bath

### Deputowani w latach 1295–1660
- 1604–1611: William Shenstone
- 1604–1611: Christopher Stone
- 1614: James Ley
- 1614: Nicholas Hyde
- 1621–1622: Robert Phillips
- 1621–1622: Robert Pye
- 1625: Ralph Hopton
- 1628–1629: Walter Long
- 1640–1642: William Bassett
- 1640–1653: Alexander Popham
- 1645–1653: James Ashe
- 1654–1656: Alexander Popham
- 1656–1660: James Ashe
- 1659: John Harrington

### Deputowani w latach 1660–1918
- 1660–1669: Alexander Popham
- 1660–1669: William Prynne
- 1669–1675: Francis Popham
- 1669–1679: William Bassett
- 1675–1681: George Speke
- 1679–1681: Walter Long
- 1681–1690: Maurice Berkeley, 3. wicehrabia Fitzhardinge
- 1681–1693: William Bassett
- 1690–1695: Joseph Langton
- 1693–1710: William Blathwayt, wigowie
- 1695–1698: Thomas Estcourt
- 1698–1707: Alexander Popham
- 1707–1720: Samuel Trotman
- 1710–1727: John Codrington
- 1720–1722: Robert Gay
- 1722–1748: George Wade
- 1727–1734: Robert Gay
- 1734–1741: John Codrington
- 1741–1747: Philip Bennet
- 1747–1757: Robert Henley, wigowie
- 1748–1763: John Ligonier, 1. wicehrabia Ligonier
- 1757–1766: William Pitt Starszy, wigowie
- 1763–1774: John Sebright
- 1766–1775: John Smith
- 1774–1790: Abel Moysey
- 1775–1780: John Sebright
- 1780–1794: John Pratt, wicehrabia Bayham, torysi
- 1790–1796: Thomas Thynne, wicehrabia Weymouth
- 1794–1801: Richard Arden
- 1796–1832: lord John Thynne
- 1801–1808: John Palmer
- 1808–1826: Charles Palmer
- 1826–1830: George Pratt, hrabia Brecknock
- 1830–1837: Charles Palmer, wigowie
- 1832–1837: John Arthur Roebuck, wigowie
- 1837–1841: Richard Wingfield, 6. wicehrabia Powerscourt, Partia Konserwatywna
- 1837–1841: William Heald Ludlow Bruges, Partia Konserwatywna
- 1841–1852: Adam Haldane-Duncan, wicehrabia Duncan, wigowie
- 1841–1847: John Arthur Roebuck, wigowie
- 1847–1851: Anthony Ashley-Cooper, lord Ashley, Partia Konserwatywna
- 1851–1857: George Scobell, wigowie
- 1852–1855: Thomas Phinn, wigowie
- 1855–1873: William Tite, Partia Liberalna
- 1857–1859: Arthur Elton, wigowie
- 1859–1865: Arthur Way, Partia Konserwatywna
- 1865–1868: James McGarel-Hogg, Partia Konserwatywna
- 1868–1874: Donald Dalrymple, Partia Liberalna
- 1873–1873: George Cadogan, wicehrabia Chelsea, Partia Konserwatywna
- 1873–1874: Arthur Egerton, wicehrabia Grey de Wilton, Partia Konserwatywna
- 1874–1885: Arthur Hayter, Partia Liberalna
- 1874–1880: Nathaniel Bousfield, Partia Konserwatywna
- 1880–1906: Edmond Wodehouse, Partia Konserwatywna
- 1885–1886: Robert Blaine, Partia Konserwatywna
- 1886–1892: Robert Laurie, Partia Konserwatywna
- 1892–1906: Wyndham Murray, Partia Konserwatywna
- 1906–1910: Donald Maclean, Partia Liberalna
- 1906–1910: George Gooch, Partia Liberalna
- 1910–1918: lord Alexander Thynne, Partia Konserwatywna
- 1910–1918: Charles Hunter, Partia Konserwatywna
- 1918–1918: Charles Foxcroft, Partia Konserwatywna

### Deputowani po 1918
- 1918–1923: Charles Foxcroft, Partia Konserwatywna
- 1923–1924: Frank Raffety, Partia Liberalna
- 1924–1929: Charles Foxcroft, Partia Konserwatywna
- 1929–1931: Charles Baillie-Hamilton
- 1931–1945: Loel Guinness, Partia Konserwatywna
- 1945–1964: James Pitman, Partia Konserwatywna
- 1964–1979: Edward Brown, Partia Konserwatywna
- 1979–1992: Chris Patten, Partia Konserwatywna
- 1992–: Don Foster, Liberalni Demokraci